# محمد امین عندلیب طرزی
محمد امین عندلیب طرزی شاعر پارسی گوی افغانستان است. وی فرزند غلام‌محمد طرزی و برادر محمود طرزی است. با وجود عمر کوتاه وی دارای یک دیوان اشعار است. وی از گردانندگان سراج الاخبار بود و در اشعارش عندلیب تخلص می‌کرد. این دیوان اشعار در اسفند سال ۱۳۸۸ به کوشش ننگیالی طرزی و عبدالغفور آرزو توسط نشر میوند در کابل بازنشر شد.